# 大塚高信
大塚 高信（おおつか たかのぶ、1897年10月29日 - 1979年11月23日）は、日本の英語学者。関西学院大学教授・甲南大学教授・関西外国語大学教授・京都外国語大学教授を歴任。

## 概要
岡山県生まれ。東京帝国大学英文科卒業。1930年、東京高等師範学校教授。第二次世界大戦後、関西学院大学教授、甲南大学教授、1968年、関西外国語大学教授、京都外国語大学教授。

## 著書
- 高等英文法 史的解説 構成社書房 1930
- 英文法論考 批判と実践 研究社 1938
- 文法論 研究社英米文学語学講座 研究社 1940
- 英語の教授法 髙島屋出版部 1946
- Essential English Grammar 白揚社 1948
- 英文法の知識 5版 三省堂出版 1948
- 英語学習語彙 11版 泰文堂 1948
- 英文法基礎 泰文堂 1948.5
- 英語学論考 研究社 1949
- 英文法ノート 泰文堂 1949
- 英文法新講 表現の立場より見たる 吾妻書房 1949
- 英文法素描 第1  泰文堂 1949
- シェイクスピア筆蹟の研究 創元社 1949 (シェイクスピア研究叢書)
- 英文法表解 泰文堂 1949
- 学習英々小辞典 改題 泰文堂 1950.11
- シェイクスピア及聖書の英語 研究社出版 1951 (研究社新英米文学語学講座)
- 文法の組織　英文法シリーズ 第1巻 研究社出版 1955
- 英文法演義 研究社出版 1956 (研究社選書)
- 英文法点描 泰文堂 1956
- ことばのロマン 垂水書房 1956
- 英語基礎60文型 反復・練習本位 美誠社出版 1957
- 英文法ハンドブック 垂水書房 1959 (英語上達シリーズ)
- 英單語の知識 垂水書房 1961
- 英文法を顧みる 大修館書店 1962
- 英文解釈の演習 泰文堂 1962.7
- 英作文の演習 泰文堂 1963.3
- シェイクスピア手帖 研究社出版 1964
- シェイクスピアの文法 研究社出版 1976
- 書誌学の道 シェイクスピアを中心に 荒竹出版 1977.10

## 共編著
- 綜合英語問題集 英文法・英文解釈・英作文 大学入試・文法中心 篠崎書林 1950
- ポケット英英辞典 篠崎書林 1952
- 英語百科小事典 垂水書房 1958
- 現代英文法講座 第11巻 語法の調べ方・総索引 研究社 1959
- 英文法小辞典 五島忠久共編 研究社 1959 (研究社英語小辞典シリーズ)
- 新英文法辞典 三省堂 1959
- 英文法シリーズ 第1-3集 岩崎民平,中島文雄共編 研究社 1959
- 中学必修英単語学習辞典 塩尻清市共著 文一出版 1960.2
- カレッジクラウン英和辞典 吉川美夫,河村重治郎共編 三省堂 1964
- 新クラウン英語熟語辞典 小林清一,安藤貞雄共編 三省堂 1965
- 新クラウン基本英熟語辞典 三省堂 1968
- 英語表現辞典 研究社出版 1969
- 固有名詞英語発音辞典 寿岳文章,菊野六夫共編 三省堂 1969
- 英語慣用法辞典 小西友七共編 改訂版 三省堂 1973
- 英語諺辞典 高瀬省三共編 三省堂 1976
- 英文法の活用 森数展行共著 研究社出版 1977.4

## 翻訳
- 英語の発達 ヘンリー・ブラッドリー 泰文堂 1931  改題「英語の成立」
- 日本語文典 コイヤード 坂口書店 1934 「日本文典」コリャード 風間書房 1957